# Генріх фон Ксиландер (історик)
Генріх Зігфрід Йозеф Ернст Ріттер унд Едлер фон Ксиландер (нім. Heinrich Siegfried Joseph Ernst Ritter und Edler von Xylander; 11 березня 1904, Гагенау, Німецька імперія — 14 жовтня 1941, Муравйово, РРФСР) — німецький історик.

## Біографія
Представник знатного баварського роду. Другий син Адольфа фон Ксіландера та її дружини Еллен, уродженої Глагау. Ранні роки провів в Гагенау. Між 1905 та 1910 роками сім'я переїхала в Лаціг у Померанії. З 1913 року і до здобуття атестату зрілості в 1922 році Генріх відвідував Королівську гуманістичну гімназію в Кесліні.
З 1922 по 1924 він вивчав право в Університеті Грайфсвальда і Боннському університеті, але з 1924 року він звернувся до історії в Єнському університеті. У 1923 році він був прийнятий у корпус «Боруссія-Бонн».
Він провів свій час в Єні, переважно вивчаючи біографію герцога Крістіана Брауншвейг-Вольфенбюттельського, яка досі залишається найбільш повною науково-критичною роботою, присвяченою життю герцога. У 1925 році він проводив дослідження у Вольфенбюттелі у тодішньому Головному земельному архіві (нині — Державний архів Вольфенбюттеля).
У 1926 році Ксиландер отримав докторський ступінь з філософії від Александера Картельєрі за свою роботу про життя та біографію герцога Крістіана Брауншвейгського. Однак він зміг завершити свою дисертацію лише через рік, представивши лише частковий друк своєї дисертації. У 1929 році він одружився з Євою Борд у Лацігу. Шлюб залишився бездітним. У наступні роки він жив зі своєю дружиною в маєтку своєї матері в Лацігу, допомагаючи їй керувати майном.
Ксиландер, який не був членом НСДАП чи будь-якої її підорганізації, виявився втягнутий у судову суперечку з місцевими членами нацистської партії 1935 року. Суд вважав, що образи, в яких його звинуватили лідер осередку партії та лідер жіночої групи, були спрямовані лише проти окремих осіб, а не проти посад, які вони обіймали, і зрештою засудив Ксиландера до сплати штрафу у розмірі 100 рейхсмарок.
В 1938 році Ксиландер отримав звання лейтенанта резерву. Він був призначений в 5-й кавалерійський полк у Штольпі, а через 2 роки він був підвищений до оберлейтенанта резерву. Загинув у бою під час Німецько-радянської війни.